# Sánta sors
A Sánta sors (oroszul: Хромая судьба) Arkagyij és Borisz Sztrugackij szovjet (orosz) írók tudományos-fantasztikus regénye. A testvérpár utolsó, még együtt írott műve. Először 1986-ban (bár rövidítve) a Neva folyóiratban jelent meg, könyv alakban 1989-ben adták ki.

## Történet
|  | Alább a cselekmény részletei következnek! |

Két történet fut párhuzamosan a regényben, az eseményszálak azonban összefonódnak.
Az első történetben a brezsnyevi korszakban Feliksz Szorokin, a sikeres forgatókönyvíró, abból él, hogy forgatókönyveket ír katonai-hazafias témájú filmekhez és tévésorozatokhoz. Most azon töpreng, miért lett művészi sorsa olyan reménytelenül megnyomorítva. Egyrészt már most is undorodik a kulturális élet bizarr gyakorlataitól, amely egy virágzó adminisztratív részleggé alakult át. A bürokraták átvették a művészi folyamatok irányítását, sőt az egyes ember minőségének „abszolút objektív mérését” próbálják megvalósítani. Másrészt a „magasabb helyek” számára megfelelő írásai neki jó anyagi hátteret biztosítanak. Sok más szerzőhöz hasonlóan Szorokinnak is évek óta az íróasztalfiókjában van egy regény, amelyet remekművének tart. A kiadóba azonban egyszer sem mert vele elmenni.
A második történet Szorokinnak a még meg nem jelent regényében leírt eseményeket tartalmazzák. A főszereplő Viktor Banyev, szintén író, aki egy elkorhadt és széteső, egoista totalitárius államban él. Visszatér a  szülővárosába, ahol titokzatos események zajlanak. A szebb jövő reményében bízó Banyev követi a jobb kor hajnalát ígérő kiközösítettek, a titokzatos város peremén karanténban élő leprások, a társaiknál előbbre látók sorsát.
|  | Itt a vége a cselekmény részletezésének! |

## Főszereplők
- Feliksz Szorokin
- Viktor Banyev

## Utalások
A regényben több utalás is megjelenik a Sztrugackij fivérek más műveire, leginkább Szorokin fantasztikus történetek gyűjteménye, a Modern tündérmesék (oroszul: Современные сказки), amely egyértelműen az 1965-ös A hétfő szombaton kezdődikre utal.
A Sánta sors mindenekelőtt az öregség kérlelhetetlen közeledtéről szóló regény, amelyből sem örömet, sem üdvösséget nem kapunk. Az öregség elismerése, ha úgy tetszik.

## Megjelenések

### Magyar nyelven
- Sánta sors (ford.: Földeák Iván; Móra Könyvkiadó, Budapest, 1993) Galaktika Fantasztikus Könyvek

### További kiadások
- Destin boîteux (1991-es francia kiadás, szerk.: Hachette)
- Destinos truncados (2003-as spanyol kiadás, szerk.: Gilgamesh)
- Das lahme Schicksal (különböző német kiadások, 1991-től kezdődően, szerk. Suhrkamp és Wilhelm Heyne Verlag)
- Lame Fate / Ugly Swans  (angol kiadás, 2020, szerk.: Chicago Review Press)